# Bretzia
Bretzia is een geslacht van uitgestorven hertachtigen uit de Capreolinae. Dit dier leefde van het Vroeg-Plioceen tot het Laat-Pleistoceen in Noord-Amerika.

## Vondsten
De oudste fossiele vondsten van Bretzia zijn gedaan in Nebraska en dateren uit de North American Land Mammal Age Hemphillian en zijn ongeveer vijf miljoen jaar oud. Hiermee is Bretzia samen met Eocoileus het oudst bekende Amerikaanse hert. Vondsten uit het Blancan zijn gedaan in Californië en Washington. Bretzia overleefde tot de overgang van het Pleistoceen naar het Holoceen met fossiele vondsten uit deze periode in Nebraska en South Dakota.

## Kenmerken
Bretizia leek wat betreft uiterlijk en formaat op het hedendaagse muildierhert. Het gewei had echter meer weg van dat van een eland, waar de naam van de typesoort B. pseudalces ("valse eland") naar verwijst. Ook de bouw van de schedel, het gebit en het skelet wijken af van dat van het muildierhert.